# Canoë-kayak aux Jeux olympiques d'été de 2024 - C2 500 mètres hommes
Cet article traite de l'épreuve masculine. Pour la compétition féminine, voir Canoë-kayak aux Jeux olympiques d'été de 2024 - C2 500 mètres femmes.
Navigation
Los Angeles 2028
L'épreuve masculine du C2 500 mètres des Jeux olympiques d'été de 2024  se déroule les 6 et 8 août 2024 au stade nautique de Vaires-sur-Marne, à environ 30 km à l'Est de Paris.

## Médaillés
| Or                        | Argent                                    | Bronze                                        |
| Chine- Liu Hao - Ji Bowen | Italie- Gabriele Casadei - Carlo Tacchini | Espagne- Joan Antoni Moreno - Diego Domínguez |

## Programme
| Date         | Horaire  | Manche           |
| ------------ | -------- | ---------------- |
| Mardi 6 août | 09 h 30  | Éliminatoires    |
| Mardi 6 août | à suivre | Quarts de finale |
| Jeudi 8 août | 10 h 30  | Demi-finales     |
| Jeudi 8 août | à suivre | Finales          |

## Résultats détaillés

### Séries
Les 2 premiers sont qualifiés pour les demi-finales (DF), les autres vont en quarts de finale (Q).
| Rang | Athlète                          | Pays                         | Temps         | Notes |
| ---- | -------------------------------- | ---------------------------- | ------------- | ----- |
| 1    | Zakhar Petrov Alexey Korovashkov | Athlètes individuels neutres | 1 min 38 s 68 | DF    |
| 2    | Gabriele Casadei Carlo Tacchini  | Italie                       | 1 min 39 s 17 | DF    |
| 3    | Jacky Godmann Isaquias Queiroz   | Brésil                       | 1 min 39 s 38 | Q     |
| 4    | Balázs Adolf Jonatán Hajdu       | Hongrie                      | 1 min 40 s 02 | Q     |
| 5    | Ilie Sprîncean Oleg Nuță         | Roumanie                     | 1 min 40 s 84 | Q     |
| 6    | Peter Kretschmer Tim Hecker      | Allemagne                    | 1 min 41 s 58 | Q     |
| 7    | Max Brown Grant Clancy           | Nouvelle-Zélande             | 2 min 22 s 09 | Q     |

| Rang | Athlète                            | Pays       | Temps            | Notes |
| ---- | ---------------------------------- | ---------- | ---------------- | ----- |
| 1    | Liu Hao Ji Bowen                   | Chine      | 1 min 37 s 40 OR | DF    |
| 2    | Joan Antoni Moreno Diego Domínguez | Espagne    | 1 min 37 s 78    | DF    |
| 3    | Petr Fuksa Martin Fuksa            | Tchéquie   | 1 min 41 s 49    | Q     |
| 4    | Loïc Léonard Adrien Bart           | France     | 1 min 44 s 00    | Q     |
| 5    | Sergey Yemelyanov Timur Khaidarov  | Kazakhstan | 1 min 45 s 94    | Q     |
| 6    | Manuel António Benilson Sanda      | Angola     | 1 min 51 s 53    | Q     |

### Quarts de finale
Les 3 premiers se qualifient pour les demi-finales (DF), les autres vont en finale B (FB).
| Rang | Athlète                        | Pays             | Temps         | Notes |
| ---- | ------------------------------ | ---------------- | ------------- | ----- |
| 1    | Jacky Godmann Isaquias Queiroz | Brésil           | 1 min 38 s 78 | DF    |
| 2    | Ilie Sprîncean Oleg Nuță       | Roumanie         | 1 min 40 s 00 | DF    |
| 3    | Loïc Léonard Adrien Bart       | France           | 1 min 45 s 24 | DF    |
| 4    | Manuel António Benilson Sanda  | Angola           | 1 min 49 s 00 | FB    |
| 5    | Max Brown Grant Clancy         | Nouvelle-Zélande | 2 min 24 s 09 | FB    |

| Rang | Athlète                           | Pays       | Temps         | Notes |
| ---- | --------------------------------- | ---------- | ------------- | ----- |
| 1    | Peter Kretschmer Tim Hecker       | Allemagne  | 1 min 39 s 94 | DF    |
| 2    | Balázs Adolf Jonatán Hajdu        | Hongrie    | 1 min 40 s 95 | DF    |
| 3    | Petr Fuksa Martin Fuksa           | Tchéquie   | 1 min 41 s 02 | DF    |
| 4    | Sergey Yemelyanov Timur Khaidarov | Kazakhstan | 1 min 44 s 03 | FB    |

### Demi-finales
Les 4 premiers se qualifient pour la finale A (FA), les autres vont en finale B (FB).
| Rang | Athlète                            | Pays                         | Temps         | Notes |
| ---- | ---------------------------------- | ---------------------------- | ------------- | ----- |
| 1    | Zakhar Petrov Alexey Korovashkov   | Athlètes individuels neutres | 1 min 39 s 57 | FA    |
| 2    | Balázs Adolf Jonatán Hajdu         | Hongrie                      | 1 min 39 s 83 | FA    |
| 3    | Jacky Godmann Isaquias Queiroz     | Brésil                       | 1 min 39 s 95 | FA    |
| 4    | Joan Antoni Moreno Diego Domínguez | Espagne                      | 1 min 40 s 23 | FA    |
| 5    | Loïc Léonard Adrien Bart           | France                       | 1 min 40 s 98 | FB    |

| Rang | Athlète                         | Pays      | Temps         | Notes |
| ---- | ------------------------------- | --------- | ------------- | ----- |
| 1    | Liu Hao Ji Bowen                | Chine     | 1 min 40 s 83 | FA    |
| 2    | Peter Kretschmer Tim Hecker     | Allemagne | 1 min 41 s 58 | FA    |
| 3    | Gabriele Casadei Carlo Tacchini | Italie    | 1 min 41 s 59 | FA    |
| 4    | Petr Fuksa Martin Fuksa         | Tchéquie  | 1 min 42 s 69 | FA    |
| 5    | Ilie Sprîncean Oleg Nuță        | Roumanie  | 1 min 43 s 42 | FB    |

### Finales
| Rang                                | Athlète                            | Pays                         | Temps         |
| ----------------------------------- | ---------------------------------- | ---------------------------- | ------------- |
| Médaille d'or, Jeux olympiques      | Liu Hao Ji Bowen                   | Chine                        | 1 min 39 s 48 |
| Médaille d'argent, Jeux olympiques  | Gabriele Casadei Carlo Tacchini    | Italie                       | 1 min 41 s 08 |
| Médaille de bronze, Jeux olympiques | Joan Antoni Moreno Diego Domínguez | Espagne                      | 1 min 41 s 18 |
| 4                                   | Zakhar Petrov Alexey Korovashkov   | Athlètes individuels neutres | 1 min 41 s 27 |
| 5                                   | Peter Kretschmer Tim Hecker        | Allemagne                    | 1 min 41 s 62 |
| 6                                   | Balázs Adolf Jonatán Hajdu         | Hongrie                      | 1 min 41 s 66 |
| 7                                   | Petr Fuksa Martin Fuksa            | Tchéquie                     | 1 min 41 s 83 |
| 8                                   | Jacky Godmann Isaquias Queiroz     | Brésil                       | 1 min 42 s 58 |

| Rang | Athlète                           | Pays             | Temps         |
| ---- | --------------------------------- | ---------------- | ------------- |
| 9    | Ilie Sprîncean Oleg Nuță          | Roumanie         | 1 min 43 s 00 |
| 10   | Loïc Léonard Adrien Bart          | France           | 1 min 43 s 82 |
| 11   | Sergey Yemelyanov Timur Khaidarov | Kazakhstan       | 1 min 46 s 75 |
| 12   | Manuel António Benilson Sanda     | Angola           | 1 min 55 s 74 |
| 13   | Max Brown Grant Clancy            | Nouvelle-Zélande | 2 min 31 s 04 |